# 青森県道117号尾上日沼線
青森県道117号尾上日沼線（あおもりけんどうい117ごう おのえひぬません）は、青森県平川市を通る一般県道である。

## 概要
平川市尾上の青森県道13号大鰐浪岡線交点、青森県道116号金屋尾上線から連続して西方向に進み、国道102号と交差してすぐに終点の青森県道41号弘前環状線交点に至る。

### 路線データ
- 起点：平川市尾上[1]
- 終点：平川市日沼[1]

## 歴史
- 1961年（昭和36年）2月10日 - 県道に認定される[1]。

## 地理

### 交差する道路
- 青森県道13号大鰐浪岡線・青森県道116号金屋尾上線（平川市尾上、起点）
- 国道102号（平川市富田）
- 青森県道41号弘前環状線（=青森県道268号弘前田舎館黒石線重複）（平川市蒲田、終点）

### 沿線の施設など
- 尾上郵便局
- 平川市役所 尾上総合支所
- 盛美園
- 猿賀公園
- 平川市立猿賀小学校